# Metacnemis valida
Metacnemis valida là loài chuồn chuồn trong họ Platycnemididae. Loài này được Hagen in Selys mô tả khoa học đầu tiên năm 1863.